# Camaleonte (Marvel Comics)
Il Camaleonte (Chameleon), il cui vero nome è Dmitri Smerdyakov, è un personaggio dei fumetti statunitensi creato su soggetti di Stan Lee e dal disegnatore, Steve Ditko, pubblicato dalla Marvel Comics. La sua prima apparizione è in The Amazing Spider-Man, vol. 1, n. 1 del marzo 1963. È un supercriminale, tra i principali avversari dell'Uomo Ragno. Si tratta inoltre del primo nemico che Spider-Man combatte ripetutamente.

## Biografia del personaggio
Ex spia del KGB, Dmitri Smerdyakov si trasferì negli Stati Uniti utilizzando la sua abilità nei travestimenti per compiere furti e rapine, ma venne più volte sconfitto dall'Uomo Ragno. Un giorno scoprì la vera identità dell'eroe costruendo dei robot con le sembianze dei genitori di Peter solo per farlo soffrire, in quanto lo riteneva responsabile della morte del fratellastro Kraven. In seguito rapì Mary Jane Watson attirando Peter sul ponte di Brooklyn dove gli disse che non voleva fargli del male e che lo amava; Peter gli rise in faccia e lui, dopo aver fatto la stessa cosa, si gettò dal ponte inscenando il suicidio. Riappare ancora in diverse occasioni, cercando di dare ancora del filo da torcere all'Uomo Ragno, ma venne sempre sconfitto.

### La sfida
Il Camaleonte, senza conoscere la sua identità, rapisce Peter, impersonandolo per un intero giorno. Il Camaleonte è infatti al soldo di un ente terroristico e il suo lavoro consiste nel piazzare una bomba nell'ufficio del sindaco della Grande Mela, dove Peter lavora. Verrà di nuovo fermato da Spidey ma non definitivamente. Il Camaleonte verrà poi avvicinato dalla moglie di Kraven, desiderosa di vendetta nei confronti dell'Uomo Ragno, che lo ritiene responsabile della morte del marito.

### Fino alla fine del mondo
Dmitri si unisce ai Sinistri Sei guidati dal Dottor Octopus aiutandolo sia nel furto di tecnologia dal Baxter Building che del Cannone Zero all'Intelligencia. In seguito impersona Al Gore, all'assemblea delle Nazioni Unite, ma viene scoperto da Spider-Man, che fa irruzione sulla scena con i Vendicatori.

### Superior Spider-Man
Il Camaleonte poi combatte Superior Spider-Man e i Vendicatori Segreti sull'Helicarrier dello S.H.I.E.L.D. Venne poi intrappolato da Otto e posto sotto il suo controllo mentale.

## Poteri e abilità
In origine, il Camaleonte non aveva poteri sovrumani e usava maschere di lattice e costumi elaborati per impersonare i suoi bersagli. Per fare ciò, ha implementato un dispositivo in una fibbia della cintura che emetteva un gas che lo aiutava a modellare le sue caratteristiche. Successivamente, ottiene un microcomputer da Spencer Smythe per la fibbia della cintura che poteva essere programmato con i tratti del viso di centinaia di persone. La fibbia contiene anche un ricevitore video per analizzare l'aspetto di chiunque incontri in modo che possa duplicare le sue caratteristiche utilizzando impulsi elettrici.
Successivamente, i poteri di Dmitri Smerdyakov vengono resi innati: la pigmentazione della sua pelle è stata alterata chirurgicamente e resa geneticamente modificata da un siero in modo che possa assumere l'aspetto di chiunque a piacimento.  Indossa anche un tessuto fatto di  "materiale di memoria" che risponde agli impulsi nervosi e può sembrare qualunque costume desideri essere.
È inoltre una spia di altissimo livello, con un passato al KBG. In tempi recenti, grazie alle pozioni di erbe di Kraven, il suo invecchiamento è rallentato e possiede forza e resistenza in vetta alle possibilità umane, ma poiché la sua forza è molto inferiore a quella di Kraven, i suoi aumenti potrebbero non raggiungere un livello sovrumano.
A parte i suoi vantaggi fisici, il Camaleonte è un maestro del travestimento e un brillante attore e impressionista. È anche un maestro nel creare maschere e trucchi realistici. È un artista che cambia rapidamente e può assumere un nuovo travestimento in meno di un minuto, sebbene non abbia più bisogno di usare tali abilità. Parla correntemente diverse lingue. Sebbene il Camaleonte non sia un genio scientifico, durante la sua maggiore durata di vita è stato esposto a una vasta gamma di sofisticate tecnologie sperimentali, molte delle quali può applicare efficacemente nei suoi schemi nefasti.

## Altri media

### Cinema
- L'identità civile del Camaleonte, Dmitri Smerdyakov, appare nel ventitreesimo film del Marvel Cinematic Universe Spider-Man: Far from Home (2019), interpretato da Numan Acar. È raffigurato come un collaboratore di Nick Fury e non si fa alcun cenno all'alter ego fumettistico Camaleonte, sebbene si scopra che lo stesso Nick Fury era stato sostituito dallo Skrull mutaforma Talos per l'intera durata del film.
- Il Camaleonte è apparso nel sesto film del Sony's Spider-Man Universe Kraven - Il cacciatore (2024), interpretato da Fred Hechinger. In questa versione del personaggio è il fratellastro dell'antieroico protagonista, e il maestro del travestimento.

### Animazione
- Il Camaleonte appare per prima volta nelle serie animate The Marvel Super Heroes, L'Uomo Ragno e L'Uomo Ragno e i suoi fantastici amici.
- Nella serie animata Spider-Man - L'Uomo Ragno lavora per Kingpin, e trasforma apparenza e abiti con una speciale cintura, in grado di catturare le sembianze di chiunque. In questa versione si rivela essere il figlio adottivo di Teschio Rosso, arcinemico di Capitan America.
- Nella serie animata The Spectacular Spider-Man si spaccia per Spider-Man compiendo alcune rapine per incastrarlo. Grazie all'aiuto della Gatta Nera, Spidey lo smaschera e lo consegna alla polizia, ma riesce a scappare. Alla fine viene ingaggiato dal Green Goblin (Norman Osborn) per impedire a Spider-Man di scoprire la sua identità, mascherandosi da Osborn; dopo che il figlio Harry e il supereroe hanno scoperto il trucco, il Camaleonte riesce anche stavolta a fuggire.
- Il personaggio appare nella serie animata Spider-Man del 2017.
- Una variante alternativa del Camaleonte appare anche nella terza serie animata dell'MCU Il vostro amichevole Spider-Man di quartiere (2025).

### Videogiochi
Il personaggio inoltre fa la sua prima apparizione in ambito video ludico nel videogioco Spiderman-2 nel 2023, come personaggio comprimario